# Geryon Montes
I Geryon Montes sono una formazione geologica della superficie di Marte.
Prendono il nome da Gerione, mostro triforme della mitologia greca.